# Jüdischer Friedhof (Rehburg)

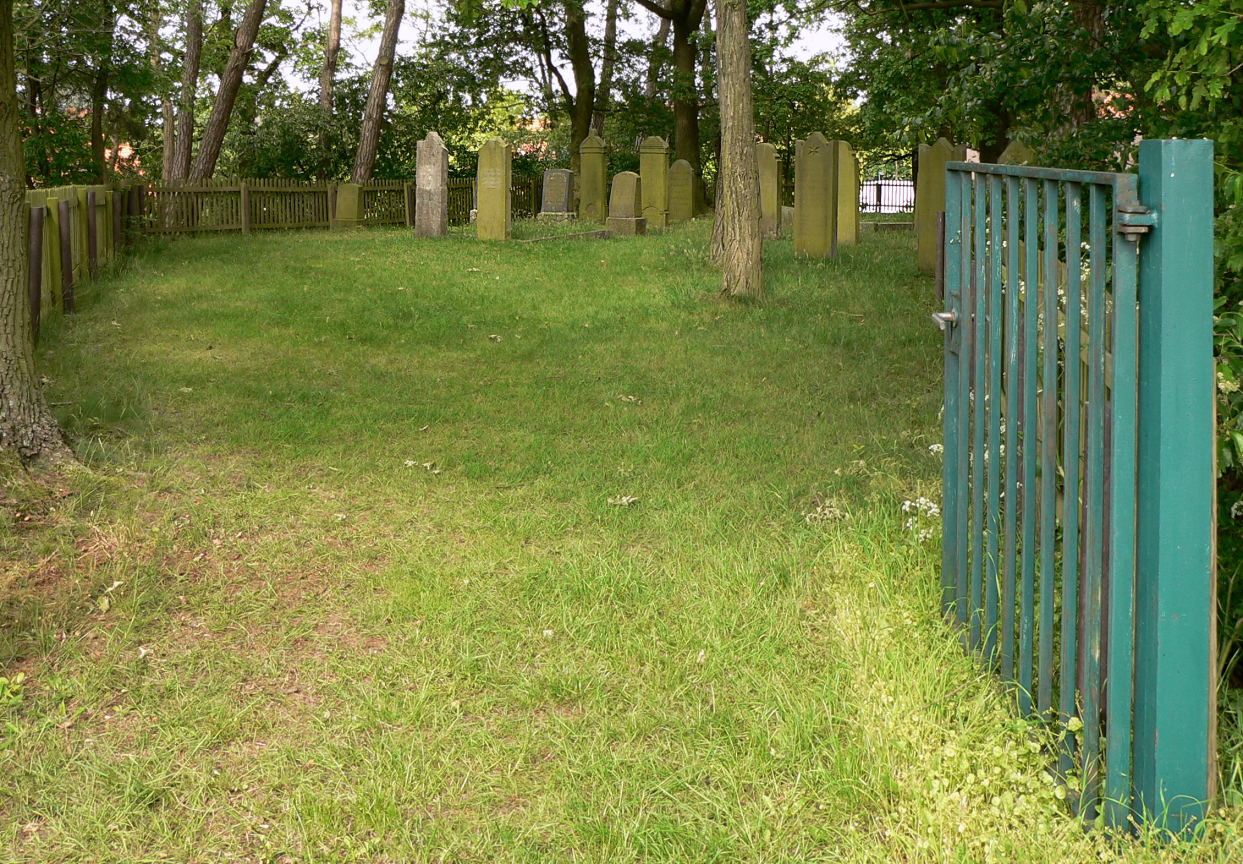
Eingang zum jüdischen Friedhof Rehburg

Der Jüdische Friedhof Rehburg ist ein Jüdischer Friedhof im Ortsteil Rehburg in der Stadt Rehburg-Loccum (Landkreis Nienburg/Weser, Niedersachsen). Er ist ein geschütztes Kulturdenkmal.

## Beschreibung
Auf dem 2430 m² großen, auf einem Hügel gelegenen Friedhof an der „Düsselburger Straße“/„Am Gieseberg“, der um 1850 angelegt wurde, befinden sich 35 jüdische Gräber. 30 Grabsteine für jüdische Verstorbene aus Rehburg und Umgebung aus der Zeit von 1855 bis 1932 sind vorhanden.

## Geschichte

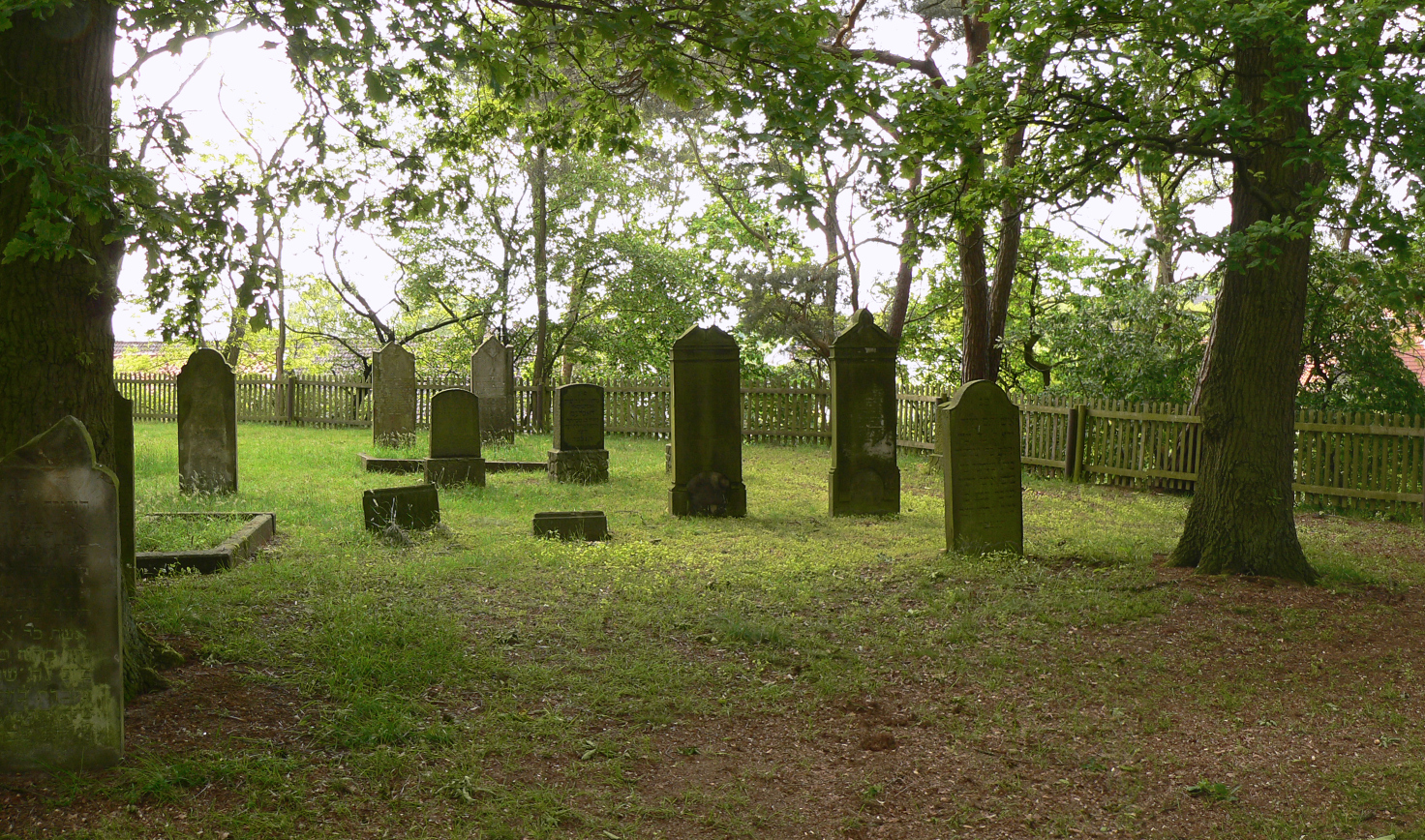
Gelände des Friedhofs

Der Friedhof war zunächst mit einem Wall eingefriedet; dieser wurde 1913 durch eine Mauer ersetzt. 1932 fand die letzte Beisetzung statt, 1939 wurde der Friedhof geschlossen. Während der Zeit des Nationalsozialismus wurde der Friedhof geschändet. Davon zeugen noch heute die Lücken in den Gräberreihen. Ein Teil des Friedhofsgeländes wurde damals an ein Sägewerk verkauft, so dass der Friedhof nur noch 1500 m² groß war. 1950 wurde er instand gesetzt. Im Rahmen der Anfang der 1960er Jahre durchgeführten Flurbereinigung erhielt das Friedhofsgelände die jetzige Größe. Der Friedhof ist seit 1960 im Besitz des Landesverbandes der Jüdischen Gemeinden von Niedersachsen. Für die Pflege ist die Stadt Rehburg-Loccum zuständig.